# تپه نارنج باغ
تپه نارنج باغ مربوط به دوران پیش از تاریخ ایران باستان تا دوران‌های تاریخی پس از اسلام است و در نکا، مرکز شهر، حاشیه شرقی رودخانه، نرسید به سیلوی گندم واقع شده و این اثر در تاریخ ۱۱ دی ۱۳۸۰ با شمارهٔ ثبت ۴۶۷۲ به‌عنوان یکی از آثار ملی ایران به ثبت رسیده است.
این تپه ی تاریخی و زیبا اکنون از دیدنی های شهرستان نکا و منطقه ی نارنج باغ است.